# Le Choix d'aimer
Pour les articles homonymes, voir Le Choix d'aimer (homonymie).
Le Choix d'aimer (titre original : Checkmate) est un roman de Malorie Blackman paru en 2004 en Angleterre et en 2006 en France aux éditions Milan. Il s'agit du troisième tome de la série constituée de Entre chiens et loups, La Couleur de la haine, Le Choix d'aimer, Le Retour de l'aube et Entre les lignes.

## Résumé
Callie Rose a grandi entre les mensonges de sa mère et l'influence de son, oncle Jude. Le jour où elle apprend tout ce que lui avait caché sa mère à propos de son père, Callum, elle se rallie à son oncle et une bataille s'engage.
Sephy fera tout son possible pour éviter à Callie une erreur qui lui serait fatale. 
Jude entraîne sa nièce sur le chemin de la haine, l'éloignant toujours un peu plus de sa mère.
Callie Rose est au bord du ravin et est la seule à pouvoir se redresser et à retourner sur le droit chemin.

## Personnages
- Callie Rose Hadley : personnage principal de l'histoire
- Perséphone Mira Hadley / Sephy : mère de Callie
- Jude McGrégor : oncle de Callie
- Margarette McGrégor/ Meggie: mère de Jude
- Jasmine Hadley : mère de Sephy
- Tobey : Meilleur ami de Callie
- Lucas : Petit ami de Callie